# 彼得·邦菲
彼得‧列赫‧邦菲爵士，CBE，FREng，簡稱彼得‧邦菲爵士（1944年6月3日— ）是諸如最多管理電子商、計算機、通信行業企業家，也是於美國、歐洲和各遠東地區委任更多企業董事，他是前國際電腦股份有限公司首席執行長和英國電信多個範疇職位。他擁有皇家工程院、國際工程技術學會、英國電腦學會、英國特許市務學會、英國市場學會和皇家文藝學會院士銜頭。他也是英國資訊科技商會和英國聯誼會成員。此外，他也是倫敦市自由人，以及美国德克萨斯州達拉斯榮譽市民。

## 生平
他是工程師和他的威爾士人妻子的第三个兒子，邦菲是在赫特福德郡長大，以及受讀於希欽男子學校。 邦菲畢業於羅浮堡大學工程師榮譽學位。
最早在美國德州儀器，主要經營半導體產品，位於英國貝德福德工作，當時主要管理範疇、設計和製造。1984年，過檔至標準電話電纜公司工作，也曾為國際電腦股份有限公司首席執行長及董事長至1995年止，後在已予售給日本富士通。1996年，受英國電信委任為執行委員會董事長及首席執行長，直至2002年任期止。而邦菲所持英國電信股份時，股價由4英鎊漲至15英鎊，其後下降至5英鎊，猶如「雲霄飛車」一陣子。而薪金截至2001年3月31日止，由底薪78萬英鎊，連同48.1萬英鎊花紅和其他津貼，包括退休金5萬英鎊，增加至82萬英鎊，他同時收取雙重花紅、48.1萬英鎊屬於支付股份為期3年，以及330萬英鎊作為另加花紅。
邦菲現時為荷蘭恩智浦半导体董事長、英國羅浮堡大學高級講導師和委員會主席、瑞典愛立信、台灣台積電美國明導國際董事，隆力集團（日本區）顧問會成員、 英國倫敦洛希爾高級顧問，以及布魯塞爾國際忠誠主席委員會成員、英國西東學院委員會主席、英國小型商會主席、Global Logic Inc董事，以及美國Silent Circle顧問會成員。
曾任日本索尼公司董事、美國新創業合夥人顧問會成員、英國倫敦安佰深集團顧問、美國花旗國際顧問會成員、杜拜國際資本董事、阿斯利康制药高級非執行董事、英國絕緣體電纜公司、DESC公司、mm02plc董事、英國司法部宪法事务部、其他各國圓桌事務會議等。

## 獲頒
邦菲於1988年頒授大英帝國勳章， 以及1996年由伊丽莎白二世獲封為下級勳位爵士，1995年獲頒為 蒙巴頓伯獎。
1997年7月，獲英國公開大學頒發為榮譽碩士，以及總計11個榮譽博士。
在2001年，獲英國第3屆互聯網業獎項，為第1互聯網維聯獎。
其他獲頒包括芬蘭獅子勳章、英國管理學會金獎，以及美國德州科技大學外務。

## 外部連結
- 彼得‧邦菲爵士網頁 （页面存档备份，存于）
- 英國電信首席執行長新聞 （页面存档备份，存于）